# Distretto di Cuiping
Il distretto di Cuiping (翠屏区S, CuìpíngP) è un distretto della Cina, situato nella provincia di Sichuan e amministrato dalla prefettura di Yibin.